# اريك فوستر (لاعب كرة قدم أمريكية)
اريك فوستر (بالإنجليزية: Eric Foster)‏ هو لاعب كرة قدم أمريكية أمريكي، ولد في 5 أبريل 1985 في هومستيد في الولايات المتحدة.

## وصلات خارجية
- اريك فوستر على موقع مرجع كرة القدم المحترفة.كوم (الإنجليزية)